# Xã Benton, Quận Monroe, Ohio
Xã Benton (tiếng Anh: Benton Township) là một xã thuộc quận Monroe, tiểu bang Ohio, Hoa Kỳ. Năm 2010, dân số của xã này là 338 người.